# Gornyh Inzhenerov
Gornyh Inzhenerov är en kulle i Antarktis. Den ligger i Östantarktis. Norge gör anspråk på området. Toppen på Gornyh Inzhenerov är 1 654 meter över havet.
Terrängen runt Gornyh Inzhenerov är huvudsakligen kuperad, men åt sydost är den platt.  Trakten är obefolkad. Det finns inga samhällen i närheten. 